# Arroz con leche (película de 1950)
 Arroz con leche  es una película argentina del género de comedia filmada en blanco y negro dirigida por Carlos Schlieper sobre su propio guion escrito en colaboración con Julio Porter  que se estrenó el 5 de octubre de 1950 y que tuvo como protagonistas a Esteban Serrador, Ángel Magaña, Malisa Zini y Amelita Vargas.

## Sinopsis
Una millonaria simula ser madre de mellizos para conquistar a un abogado. 

## Reparto
- Perla Achával ... Claudia
- Héctor Calcaño ... Dr. Raimundo Vieytes
- Susana Campos
- Perla Cristal
- Virginia de la Cruz ... Amiga de Mónica
- Lía Durán
- Carlos Enríquez ... Silvestre (valet de Byron)
- Lalo Hartich ... Recepcionista del hotel de Bariloche
- Eliseo Herrero
- Adolfo Linvel
- Ángel Magaña ... Dr. Gustavo Adolfo Byron
- Arsenio Perdiguero
- Mario Perelli
- María Esther Podestá ... Madre de Mónica
- Hilda Rey
- Nélida Romero ... Silvia
- Esteban Serrador ... Raúl	Doray
- Amelita Vargas ... Chelita Ríos
- Wanda Were
- Malisa Zini ... Mónica Vieytes

## Comentario
De este filme dijo el crítico Domingo Di Núbila que “los múltiples equívocos fueron explotados con destreza (…) Una celeridad del ritmo que estuvo cerca del torbellino” en tanto para el crítico King se trata de una comedia de enredos que como entretenimiento y como motivo reidero llega muy alto.